# Jun Chen
Jun Chen est une astronome américaine d'origine chinoise.
Elle tient son B.Sc. de l'université de Pékin en 1990, et son Ph.D. de l'université d'Hawaï en 1997.
Avec David Jewitt et Jane Luu, elle a découvert plusieurs objets de la ceinture de Kuiper.

## Transneptuniens découverts
| (15807) 1994 GV9[1]                                             | 15 avril 1994  |
| (15820) 1994 TB[1]                                              | 2 octobre 1994 |
| (15874) 1996 TL66[1][2][3]                                      | 9 octobre 1996 |
| (15883) 1997 CR29[1][2]                                         | 3 février 1997 |
| (20108) 1995 QZ9[1]                                             | 29 août 1995   |
| (20161) 1996 TR66[1][2][3]                                      | 8 octobre 1996 |
| (32929) 1995 QY9[1]                                             | 31 août 1995   |
| (33001) 1997 CU29[1][2][3]                                      | 6 février 1997 |
| (58534) Logos[1][2][3]                                          | 4 février 1997 |
| (79360) Sila-Nunam[1][2][3]                                     | 3 février 1997 |
| (118228) 1996 TQ66[1][2][3]                                     | 8 octobre 1996 |
| 1. avec David Jewitt 2. avec Chadwick Trujillo 3. avec Jane Luu |                |